# Jean Gagnon
Jean Gagnon (ur. 21 maja 1941 w Saint-Joseph-de-Lauzon, zm. 23 grudnia 2016 w Lévis) – kanadyjski duchowny katolicki, biskup Gaspé w latach 2002-2016.

## Życiorys
Święcenia kapłańskie otrzymał 4 czerwca 1966 i inkardynowany został do archidiecezji Quebecu. Pracował przede wszystkim w seminarium w Lévis (1967-1995), był także proboszczem parafii katedralnej (1995–1998).
4 grudnia 1998 otrzymał nominację na biskupa pomocniczego Quebecu ze stolicą tytularną Lamdia. Sakry biskupiej udzielił mu 19 marca 1999 arcybiskup Maurice Couture.
15 listopada 2002 papież Jan Paweł II mianował go ordynariuszem Gaspé w metropolii Rimouski.
2 lipca 2016 przeszedł na emeryturę. Zmarł 23 grudnia tego samego roku.